# Stichting Duurzame Solidariteit
De Stichting Duurzame Solidariteit is een onafhankelijke stichting, gelieerd aan GroenLinks, die zich bezighoudt met duurzame ontwikkelingssamenwerking. Het organiseert jaarlijks Earthday waar acties voor duurzaamheid gecombineerd worden met kritische reflectie door een lezing van een prominente buitenlandse gast. Daarnaast houdt zij zich bezig met thema's als globalisering, eerlijke handel en migratie. In 2008 fuseerde SDS met Wetenschappelijk Bureau GroenLinks.